# Cordylanthus rigidus
Cordylanthus rigidus là loài thực vật có hoa thuộc họ Cỏ chổi. Loài này được (Benth.) Jeps. mô tả khoa học đầu tiên năm 1911.